# Hooker (Oklahoma)
Hooker – miejscowość w Stanach Zjednoczonych, w stanie Oklahoma, w hrabstwie Texas.